# Русский Ятцаз
Русский Ятцаз — деревня в Алнашском районе Удмуртии, входит в Байтеряковское сельское поселение. Находится в 15 км к юго-западу от села Алнаши и в 101 км к юго-западу от Ижевска.
Население на 1 января 2008 года — 47 человек.

## История
По итогам десятой ревизии 1859 года в 42 дворах казённой деревни Стальной Ятцаз (Ятцаз) Елабужского уезда Вятской губернии проживали 160 жителей мужского пола и 164 женского.
В 1921 году, в связи с образованием Вотской автономной области, деревня Стальной Ятцаз передана в состав Можгинского уезда. В 1924 году при укрупнении сельсоветов она вошла в состав Кадиковского сельсовета Алнашской волости, а в следующем 1925 году передана в Байтеряковский сельсовет. В 1929 году упраздняется уездно-волостное административное деление и деревня причислена к Алнашскому району.
- Городилов Ефим Максимович — кулак.
- Городилова Анастасия Яковлевна — член семьи кулака.
- Городилова Анисья — член семьи кулака.
- Городилова Анна — член семьи кулака.
- Городилова Анна Николаевна — член семьи кулака.
- Городилова Варвара Ефимовна (1917 г.р.) — член семьи кулака.
- Городилов Василий — член семьи кулака.
- Городилов Георгий Ефимович (1926 г.р.) — член семьи кулака.
- Городилова Екатерина — член семьи кулака.
- Городилова Зинаида Ефимовна (1921 г.р.) — член семьи кулака.
- Городилов Иван Максимович — член семьи кулака.
- Городилова Ирина — член семьи кулака.
- Городилова Клавдия — член семьи кулака.
- Городилов Максим Степанович — член семьи кулака.
- Городилов Матвей Максимович — член семьи кулака.
- Городилов Михаил Ефимович — член семьи кулака.
- Городилова Мария Спиридоновна — член семьи кулака.
- Городилова Нина — член семьи кулака.

26 апреля 1930 года в деревне организована сельскохозяйственная артель (колхоз) «Авангард». Согласно уставу: «…В члены артели могли вступить все трудящиеся, достигшие 16-летнего возраста (за исключением кулаков и граждан, лишенных избирательных прав)…». В 1933 году в колхозе состояло 46 хозяйств с общим количеством населения 203 человека, в том числе трудоспособных 112 человек. На 1931 год земельный фонд колхоза составлял 412 гектаров земли, имелась овцеводческая ферма. К 1933 году в колхозе имелись свиноводческая товарная ферма, маслобойка, шерстобитка, крупорушка.
В 1950 году проводится укрупнение сельхозартелей колхоз «Авангард» упразднён, несколько соседних колхозов объединены в один колхоз «имени Калинина». В 1963 году Байтеряковский сельсовет упразднён и деревня причислена к Кучеряновскому сельсовету, а в 1964 году Кучеряновский сельсовет переименован в Байтеряковский сельсовет.
16 ноября 2004 года Байтеряковский сельсовет был преобразован в муниципальное образование «Байтеряковское» и наделён статусом сельского поселения.